# هرانیتسه (ناحیه خب)
هرانیتسه (به چکی: Hranice) یک منطقهٔ مسکونی و شهرستان دارای شهرک سابقاً روستا در جمهوری چک است که در ناحیه خب واقع شده‌است. هرانیتسه ۲٬۲۷۲ نفر جمعیت دارد.